# ちよれんちゃんねる♪
『ちよれんちゃんねる♪』は、ラジオ大阪、文化放送で2002年に放送されたラジオ番組（アニラジ）。略称はちよちゃん。

## 概要
ちよれん（「千代田区連合」）各社を応援する番組である。パーソナリティは、栗林みな実（アージュ『君が望む永遠』涼宮遙役、主題歌も担当）、ジョイまっくす（ニトロプラス広報）、マヨちゃん（オーバーフローのマスコットキャラクター。第10回より加入。声 - 宇和川恵美）の3人。
音楽ユニット・ワイルド三人娘は当番組から誕生した。

## コーナー
- 謎の属性占い

リスナーの萌え属性（妹、メガネっ娘など）を募集し、その属性を持つ人の運勢を占う。マヨちゃん加入後はマヨちゃんが担当した。
- 今晩はコイツ！

各社のゲームの中の一押しキャラを募集するコーナー。ただしほとんど行われなかった。
- ホットラインニュースちよれん

栗林がちよれん各社のトピックスを紹介。第13回で終了したが、特別番組で復活した。
- みな実タンのワカゲ

栗林が過去の様々なエピソードを披露する。
- ちよれんダイアリー

第15回より。ジョイまっくすがちよれん各社のトピックスを紹介。
- 『君が望む永遠』 ラジオドラマ

第6回より不定期で放送。

## ゲスト
- 第3回 - 大野まりな・静木亜美
- 第4回 - 畑亜貴
- 第5回 - BASXI
- 第6回 - いとうかなこ
- 第7回 - 大空寺あゆ（『君が望む永遠』より）
- 第9回 - 速瀬水月（『君が望む永遠』より）
- 第11回 - 名無しの少女（『水夏』より）
- 第12回 - 愛原奈都美（『"Hello, world."』より）・加賀野愛（『魔法少女アイ2』より）
- 第19回 - いとうかなこ・北辻みさ・村上正芳
- 第23回 - 大野まりな・静木亜美

## 出来事
第5回では栗林のシークレットライブ（「栗林みな実 in BASXI Secret Live "Birthday eve"」、2002年7月24日開催）での公開録音の模様が、第22回ではラオックス秋葉原アソビットシティでの公開録音（2002年11月20日開催）の模様が放送された。
第24回は、Vステ冬の陣02（ゼロツー）参加番組としてラジオ大阪のスタジオより生放送された。文化放送向けにも生放送をしたため、第24回はラジオ大阪と文化放送で放送内容が異なる。

## 主題歌
- オープニングテーマ

1. 「妹なんだもん!」 （第1回 - 13回）
作詞・作曲・編曲 - 畑亜貴 / 歌 - 大野まりな、静木亜美
2. 「CC♪4U (Chiyoren-channel♪for you) -ちよれんちゃんねる♪の歌-」 （第14回 - 26回）
作詞 - 栗林みな実 / 作曲 - 金井江右 / 編曲 - 藤田淳平（Elements Garden） / 歌 - ワイルド三人娘 featuring m.c マヨ

- エンディングテーマ

1. 「青い記憶」 （第1回 - 19回）
作詞 - 江幡育子 / 作曲・編曲 - 村上正芳 / 歌 - いとうかなこ
2. 「PittyPitty☆チューニング」 （第20回 - 26回）
作詞 - 畑亜貴 / 作曲・編曲 - 金井江右 / 歌 - ワイルド三人娘 featuring m.c マヨ

## 特別番組
2003年3月2日に、1時間の特別番組『♭帰ってきたちよれんちゃんねる♪』（フラッとかえってきた - ）が放送された。関東地区の放送局は文化放送からラジオ日本に変更された。
- 放送局・放送時間：ラジオ大阪（26:10 - 27:10）、ラジオ日本（24:00 - 25:00）
- 提供：アージュ、ニトロプラス、オーバーフロー、ランティス
- ゲスト：畑亜貴、大空寺あゆ（『君が望む永遠』より）、御剣冥夜（『マブラヴ』より）、月詠真那（『マブラヴ』より）

| ラジオ大阪 日曜23時台後半                    | ラジオ大阪 日曜23時台後半 | ラジオ大阪 日曜23時台後半 |
| 前番組                                       | 番組名                    | 次番組                    |
| -------------------------------------------- | ------------------------- | ------------------------- |
| こすぷれCOMPLEX さくらと紗子の着替えるラジオ | ちよれんちゃんねる♪       | 週刊レディオSEED          |
| 文化放送 毎週日曜日 25:00 - 25:30 枠         |                           |                           |
| こすぷれCOMPLEX さくらと紗子の着替えるラジオ | ちよれんちゃんねる♪       | 週刊レディオSEED          |